# Phare du brise-lames de Milwaukee

Le phare du brise-lames de Milwaukee (en anglais : Milwaukee Breakwater Light), est un phare du lac Michigan situé sur le brise-lames au nord du port de Milwaukee dans le Comté de Milwaukee, Wisconsin.
Ce phare est inscrit au Registre national des lieux historiques depuis le 16 septembre 2011 sous le n° 11000678.

## Historique
Ce phare de 1926, détenu et exploité par l'United States Coast Guard, est une aide active à la navigation. La tour en acier possède un balcon carré et une lanterne en fonte. Les logements du gardien de phare à deux étages en acier sont de style Art déco. La structure repose sur un pilier en béton de 18 m par 16 m, qui s'élève à plus de 6,10 m au-dessus de la surface du lac. La tour repose à 4,30 m au-dessus du deuxième étage et mesure 16 m de hauteur totale. La lumière rouge a un plan focal de 20 m au-dessus du lac Michigan. La bâtiment est blanc, la lanterne et le parapet sont peints en noir.
La structure est près du milieu du brise-lames de Milwaukee, qui est détaché du rivage. Il est construit pour résister aux intempéries et aux vagues lorsque le lac Michigan devient le plus rude. Le bâtiment est fait de plaques d'acier de 6,4 mm sur une charpente en acier et est équipé de fenêtres et de hublots en verre épais. La structure était à l'origine peinte en rouge.
En 1926, la lentille de Fresnel du quatrième ordre d'origine a été transférée au phare de la jetée de Milwaukee. La lentille a été retirée en 1994, et elle est maintenant exposée à Manitowoc au Wisconsin Maritime Museum (en).
Les gardiens de phare résidents ont entretenu non seulement cette lumière, mais toutes les lumières du port, mais son accès par bateau était particulièrement risqué.
En juin 2011, la Garde côtière des États-Unis a déclaré qu'elle n'avait plus besoin du phare et qu'elle le transférerait à des organisations éligibles, ou si aucun n'était trouvé, le mettait aux enchères. En 2013, Optima Enrichment a acquis le phare et recueille actuellement des fonds afin d'ouvrir le phare au public.

## Description
Le phare  est un bâtiment quadrangulaire surmontée d'une tour carrée de 16 m de haut, avec galerie et lanterne. Le phare est peint en blanc et la lanterne est noire.
Il émet, à une hauteur focale de 20 m, un éclat rouge d'une secondes par période de 10 secondes. Sa portée est de 14 milles nautiques (environ 26 km). Il est équipé d'une corne de brume émettant deux souffles consécutifs de 2 secondes toutes les 20 secondes, en cas de nécessité entre le mois d'avril et novembre.

## Caractéristiques dufeu maritime
Fréquence : 10 secondes (R)
- Lumière : 1 seconde
- Obscurité : 9 secondes

Identifiant : ARLHS : USA-497 ; USCG :  7-20635 .

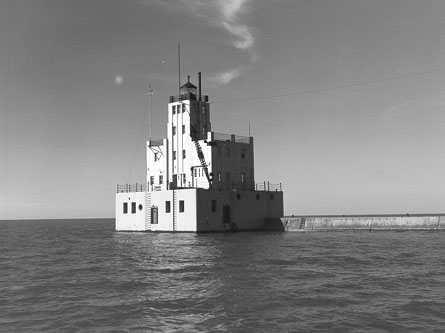
Le phare (photo USCG)
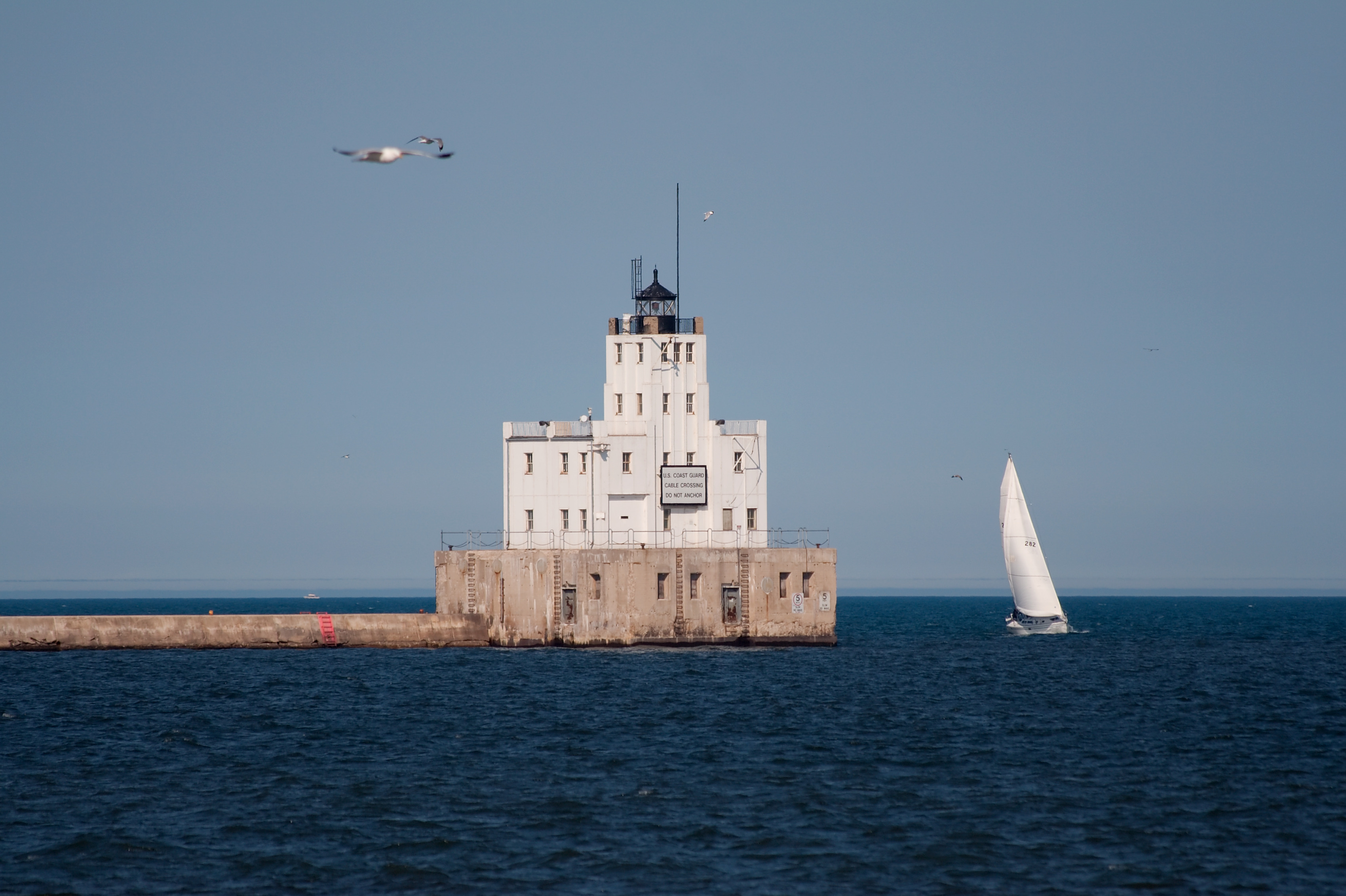
Le phare
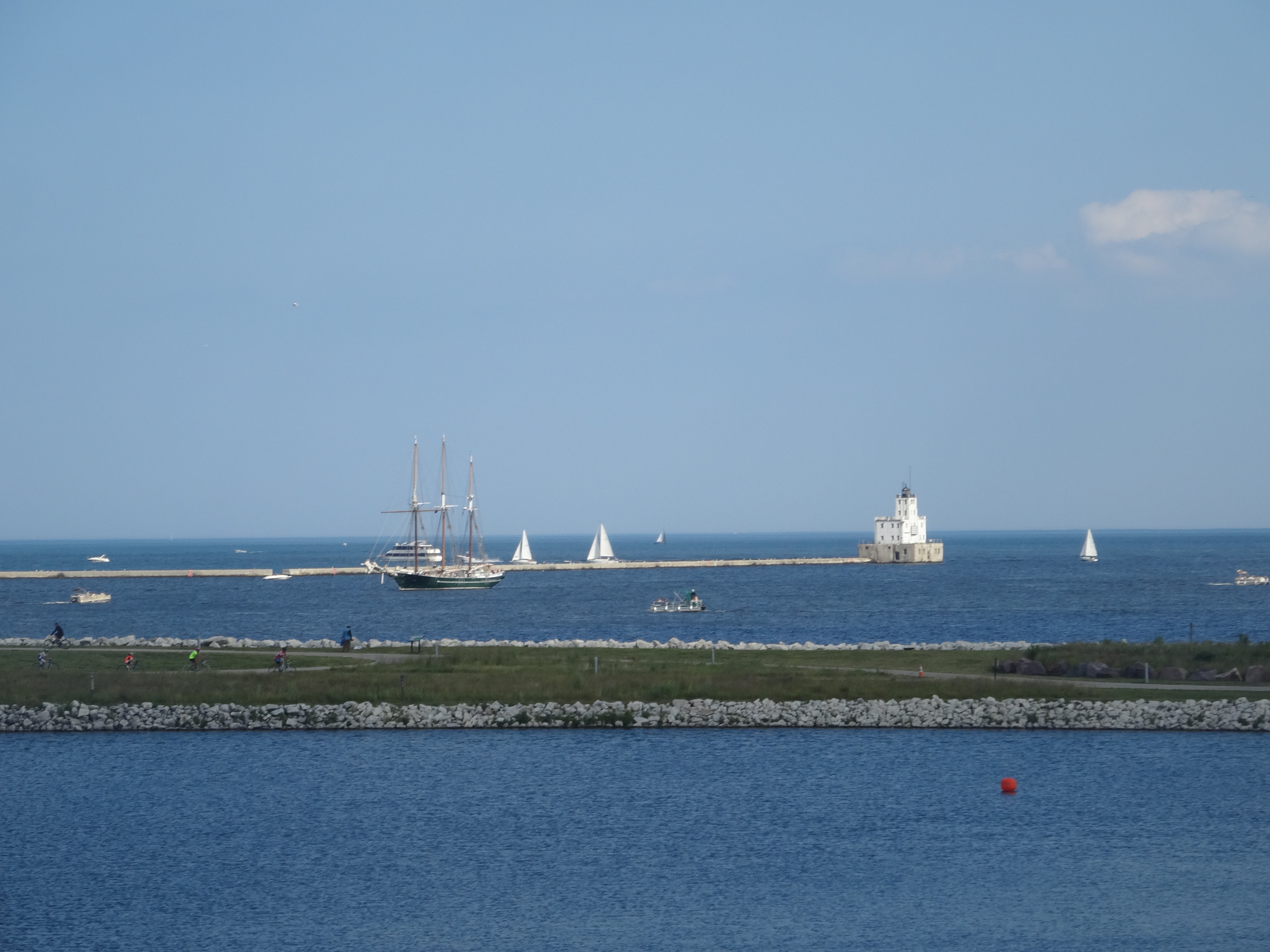
Le brise-lames

### Lien connexe
- Liste des phares du Wisconsin